# Hydrillodes inversa
Hydrillodes inversa är en fjärilsart som beskrevs av Pierre E.L. Viette 1961. Hydrillodes inversa ingår i släktet Hydrillodes och familjen nattflyn. Inga underarter finns listade i Catalogue of Life.